# Taapsee Pannu

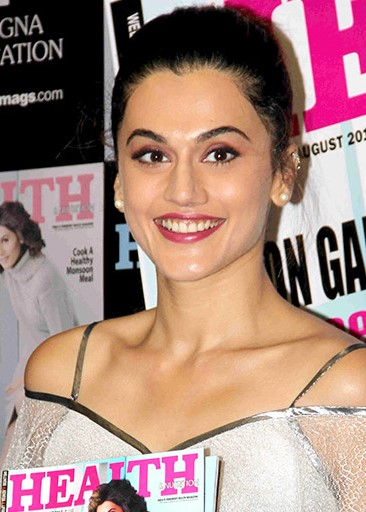

Taapsee Pannu (Nova Delhi, 1 de agosto de 1987) é uma atriz e modelo indiana conhecida por interpretar papéis nas línguas telugo, tâmil, malabar e hindi. Taapsee iniciou uma carreira em modelagem antes de se tornar atriz.

## Biografia

### Primeiros aos e modelagem
Taapsee nasceu em 1 de agosto de 1987 em Nova Delhi. Ela tem uma irmã chamada Shagun Pannu. Depois de se formar engenheira de sistemas, trabalhou durante algum tempo como desenvolvedora de software. Ela se tornou modelo depois de uma audição de sucesso para o programa de televisão Get Gorgeous, que eventualmente a levou a se tornar uma atriz. Taapsee apareceu em inúmeras campanhas publicitárias, tanto impressas como audiovisuais. Depois de alguns anos, ela perdeu o interesse pela modelagem, porque pensou que nunca poderia obter o devido reconhecimento através desta profissão, finalmente decidindo tentar a sorte no mundo da atuação.

### Carreira como atriz
Taapsee fez sua estréia no cinema Telugu no filme Jhummandi Naadam, dirigido por Raghavendra Rao. Desde então, apareceu em grande número de produções aclamadas pela crítica, como Aadukalam, Vastadu Naa Raju e Mr. Perfect. Seu filme em Tamil Aadukalam ganhou seis National Film Awards na 58ª edição do evento. Ela também trabalhou na indústria cinematográfica de Malabar, se apresentou em três filmes Telugu e em várias produções de filmes em hindi. Na gala do Edison Awards de 2014, foi reconhecida como a atriz mais entusiasta por sua participação no filme Arrambam (2013 ) . Em 2015, estrelou o filme aclamado pela crítica e o público Baby. Estrelou o drama Pink (2016), o filme de guerra The Ghazi Attack (2017) e a comédia Judwaa 2 (2017) .

## Vida pessoal
Em uma entrevista em 2015, Taapsee disse sobre suas relações pessoais: "Eu namorei um cara normal do sul da Índia. Eu nunca saí com uma estrela e nunca vou, posso garantir isso. Tenho clareza de que só pode haver uma estrela no relacionamento e essa sou eu. Pessoalmente, não acho que uma relação entre dois atores possa funcionar. " Desde o final de 2013, ela tem tido um relacionamento com o jogador de badminton dinamarquês Mathias Boe.